# Бентковский, Иосиф Викентьевич
Иосиф Викентьевич Бентковский (пол. Józef Bętkowski; 7 (19) марта 1812 — 3 (15) августа 1890) — российский статистик польского происхождения.

## Биография
Иосиф Бентковский родился в семье знатных, но небогатых дворян Брескульского уезда Варшавского герцогства Викентия Бентковского и Жозефины Бентковской, урождённой Рудницкой. «Среднее образование я получил сначала во Влоулавске (Вроцлаве), а потом в Плоуке (Плоцке), но высшего не дала мне даже начать революция 1830 года и бросила на Кавказ».
После польского восстания 1830 года оказался на Кавказе.
«Русский язык я изучил на марше с таким успехом, что по прибытии в Ставрополь 4 февраля 1834 года меня, после отличной рекомендации партионного офицера, которому я в походе помогал в переписке, оставили в штабе Кавказской линии и Черномории и Астрахани для распределения и рассылки множества документов на польском и литовском языках (метрик) в разные части войск, где служили поляки».
На Кавказе принял православие и вступил в казачье линейное войско. Дослужился до звания офицера, казачьего сотника, начальника Михайловской станицы, заседателя полкового правления 4-й бригады Кавказского линейного войска.
Выйдя в отставку и поселившись в селе Безопасном, посвятил себя сельскому хозяйству и торговле и смог вплотную заняться историко-литературными трудами. Стал действительным членом Ставропольского статистического комитета. Будучи с 1871 года секретарём комитета, он переехал в Ставрополь и всецело занялся учёной деятельностью.
В 1885 году «За отлично усердную службу» был награждён орденом Святой Анны III степени.
Иосиф Викентьевич Бентковский скончался 15 августа 1890 года.
И. В. Бентковский автор почти 200 научных работ, 30 лет сотрудничал в «Ставропольских губернских ведомостях», особенно в её неофициальной «родиноведческой» части.